# Libohora (Szkolei járás)
Libohora (ukrán betűkkel: Либохора, lengyelül: Libochora) falu Ukrajna Lvivi területének Szkolei járásában. Önálló önkormányzattal rendelkezik. Lakossága a 2001-es népszámláláskor 918 fő volt. A lakosság görögkatolikus vallású.

## Fekvése
Az Északkeleti-Kárpátok keleti oldalán, a Cihla (más néven Libohorka) folyó völgyében terül el. A településtől keletre található a Lvivi terület második legmagasabb pontja, az 1362,7 m-es Magura csúcs. A járási központtól, Szkolétól 20 km-re fekszik.

## Története
A lengyelországi falut az 1300-as évek elején alapították. Lengyelország első, 1772-es első felosztásakor a település Ausztria fennhatósága alá került. Az első világháború után a Második Lengyel Köztársaság része lett. 1921-ben a lakossága 753 fő volt. A lengyel időszakban kezdetben önálló község (gmina) volt, majd a falut Sławsko községhez csatolták. 1932-ig a Stanisławówi vajdaság Skolei járásához, ezt követően Kelet-Galícia 1939. őszi szovjet megszállásáig a Stryji járáshoz tartozott.
A második világháború végén a Szovjetunió foglalta el ismét, a település az Ukrán SZSZK kötelékében ismét az 1940 januárjában létrehozott Szkolei járás része lett.